# U-397 (tàu ngầm Đức)
U-397 là một tàu ngầm tấn công  Lớp Type VII thuộc phân lớp Type VIIC được Hải quân Đức Quốc Xã chế tạo trong Chiến tranh Thế giới thứ hai. Nhập biên chế năm 1943, nó chỉ thực hiện được một chuyến tuần tra duy nhất và không đánh chìm được mục tiêu nào. Khi cuộc xung đột bước vào giai đoạn kết thúc, U-397 bị đánh đắm tại Geltinger Bucht (phía Đông Flensburg) trong khuôn khổ Chiến dịch Regenbogen vào ngày 5 tháng 5, 1945 nhằm tránh để lọt vào tay lực lượng Đồng Minh.

## Thiết kế và chế tạo

### Thiết kế

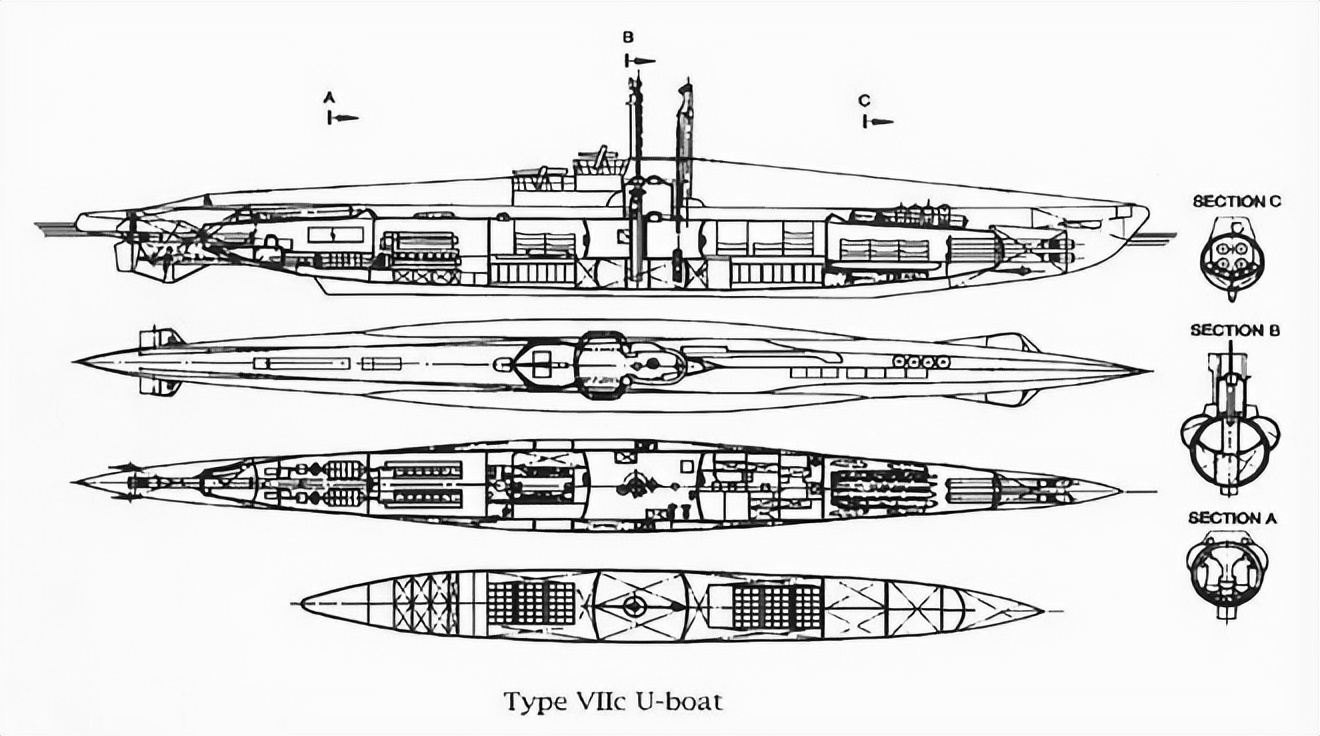
Sơ đồ các mặt cắt một tàu ngầm Type VIIC

Phân lớp VIIC của Tàu ngầm Type VII là một phiên bản VIIB được kéo dài thêm. Chúng có trọng lượng choán nước 769 t (757 tấn Anh) khi nổi và 871 t (857 tấn Anh) khi lặn). Con tàu có chiều dài chung 67,10 m (220 ft 2 in), lớp vỏ trong chịu áp lực dài 50,50 m (165 ft 8 in), mạn tàu rộng 6,20 m (20 ft 4 in), chiều cao 9,60 m (31 ft 6 in) và mớn nước 4,74 m (15 ft 7 in).
Chúng trang bị hai động cơ diesel Germaniawerft F46 siêu tăng áp 6-xy lanh 4 thì, tổng công suất 2.800–3.200 PS (2.100–2.400 kW; 2.800–3.200 bhp), dẫn động hai trục chân vịt đường kính 1,23 m (4,0 ft), cho phép đạt tốc độ tối đa 17,7 kn (32,8 km/h), và tầm hoạt động tối đa 8.500 nmi (15.700 km) khi đi tốc độ đường trường 10 kn (19 km/h). Khi đi ngầm dưới nước, chúng sử dụng hai động cơ/máy phát điện Garbe, Lahmeyer & Co. RP 137/c  tổng công suất 750 PS (550 kW; 740 shp). Tốc độ tối đa khi lặn là 7,6 kn (14,1 km/h), và tầm hoạt động 80 nmi (150 km) ở tốc độ 4 kn (7,4 km/h). Con tàu có khả năng lặn sâu đến 230 m (750 ft).
Vũ khí trang bị có năm ống phóng ngư lôi 53,3 cm (21 in), bao gồm bốn ống trước mũi và một ống phía đuôi, và mang theo tổng cộng 14 quả ngư lôi, hoặc tối đa 22 quả thủy lôi TMA, hoặc 33 quả TMB. Tàu ngầm Type VIIC bố trí một hải pháo 8,8 cm SK C/35 cùng một pháo phòng không 2 cm (0,79 in) trên boong tàu. Thủy thủ đoàn bao gồm 4 sĩ quan và 40-56 thủy thủ.

### Chế tạo
U-397 được đặt hàng vào ngày 20 tháng 1, 1941, và được đặt lườn tại xưởng tàu của hãng Howaldtswerke ở Kiel vào ngày 29 tháng 8, 1942. Nó được hạ thủy vào ngày 6 tháng 10, 1943, và nhập biên chế cùng Hải quân Đức Quốc Xã vào ngày 20 tháng 11, 1943 dưới quyền chỉ huy của Hạm trưởng, Trung úy Hải quân Fritz Kallipke.

## Lịch sử hoạt động
Sau khi hoàn tất việc huấn luyện trong thành phần Chi hạm đội U-boat 5, U-397 được điều sang Chi hạm đội U-boat 7 từ ngày 1 tháng 6, 1944 để phục vụ trên tuyến đầu. Nó di chuyển từ cảng Kiel đến Stavanger, Na Uy vào đầu tháng 6, rồi khởi hành từ cảng này vào ngày 8 tháng 6 cho chuyến tuần tra duy nhất trong chiến tranh, hoạt động trong khu vực Bắc Hải. Chiếc tàu ngầm kết thúc chuyến tuần tra và quay trở về cảng Stavanger vào ngày 24 tháng 6. Nó quay trở lại cảng Kiel vào ngày 4 tháng 7.
U-397 được điều sang Chi hạm đội U-boat 23 vào ngày 1 tháng 7, 1944 để phục vụ như một tàu huấn luyện, rồi cuối cùng được điều sang Chi hạm đội U-boat 31 từ ngày 20 tháng 2, 1945 cho đến hết chiến tranh. Khi cuộc xung đột bước vào giai đoạn kết thúc, con tàu bị đánh đắm tại Geltinger Bucht (phía Đông Flensburg) trong khuôn khổ Chiến dịch Regenbogen vào ngày 5 tháng 5, 1945 nhằm tránh để lọt vào tay lực lượng Đồng Minh.